# María Domínguez
María Domínguez Remón (Pozuelo de Aragón, 1 de abril de 1882-Fuendejalón, 7 de septiembre de 1936) fue una periodista y política republicana, socialista y feminista española. En 1932, fue la primera alcaldesa de la Segunda República Española en la localidad de Gallur, en Zaragoza. Defendía especialmente la educación de todos, especialmente de las mujeres y tras abandonar la alcaldía en 1933 se dedicó a la docencia y al periodismo. Fue fusilada por las tropas franquistas al inicio de la Guerra Civil. Durante años su historia fue olvidada hasta que se recuperó a mediados de los años 90 del siglo XX

## Biografía

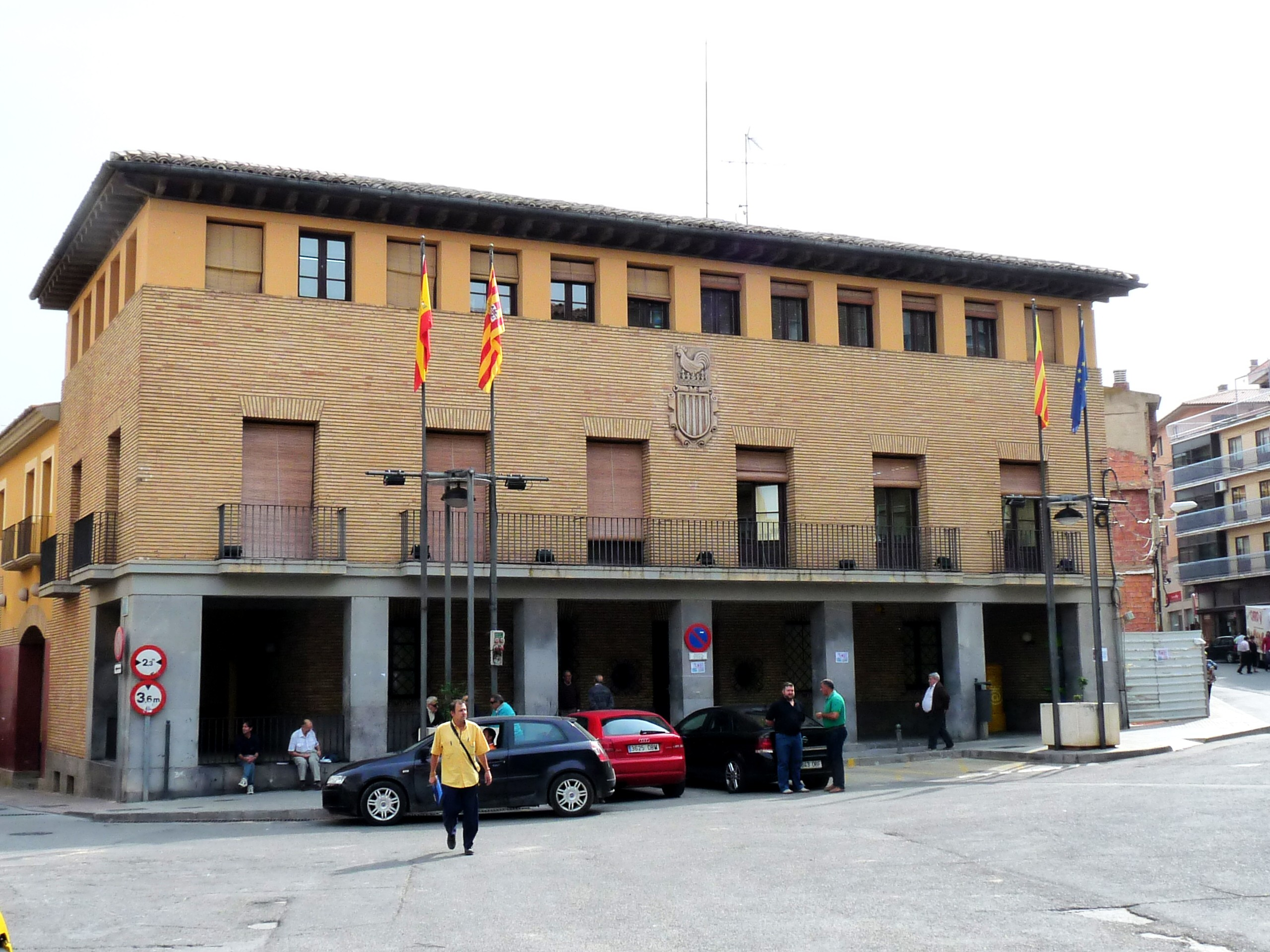
Ayuntamiento de Gallur, Zaragoza.

Fue la segunda hija de una familia humilde de campesinos. Apenas pudo ir unos años a la escuela, por lo que su formación la obtuvo de forma autodidacta. «Mis padres eran unos pobres jornaleros del campo que no sabían leer ni escribir. Naturalmente, a mí también, en cuanto pude, me pusieron a trabajar. Iba a espigar, a vendimiar, arrancar trigo y cebada, a recoger olivas, a lo que salía. En los ratos libres deletreaba todos los impresos que caían en mis manos, romances de ciego, libros, cuentos de la escuela y cosas así. Me gustaba mucho. A mi madre en cambio, la enfadaba», explicó sobre su propia historia al periódico Ahora cuando fue elegida alcaldesa de Gallur en 1932.
También recordó en sus memorias la obediencia a mensajes de su madre como el de "Mira hija, por la calle se va siempre con la vista baja. A los hombres no se les mira" que le granjearon el mote de "María, la tonta", seudónimo que después utilizó para firmar algunos escritos.
Por imposición de su familia se casó con Bonifacio Ba Cercé a los 18 años. Siete años después, cansada de humillaciones y víctima de malos tratos, huyó del hogar a Barcelona, donde trabajó como sirvienta. En 1907, denunciada por su marido fue puesta en "busca y captura" y perseguida por la policía aunque no fue detenida.
Regresó a Pozuelo de Aragón y con los ahorros que había conseguido reunir se compró una máquina de hacer medias que le proporcionó una forma de ganarse la vida.
Comenzó a escribir y envió un artículo al diario El País de Madrid que le fue publicado. Empezó a estudiar magisterio. En 1914 se presentó al examen con resultado negativo. Se instaló en Zaragoza matriculándose en el turno nocturno de la Escuela de Artes y Oficios mientras trabajaba cosiendo medias a máquina en su domicilio.
Pronto se convirtió en asidua colaboradora del semanario republicano Ideal de Aragón, órgano de expresión del recién creado Partido Republicano Autónomo Aragonés, donde escribió artículos antibelicistas y contrarios a la pena de muerte bajo los seudónimos de Imperia y Almina. En 1917 trabajó como maestra no titulada durante unos meses en una escuela del caserío de Mendiola en el valle navarro de Baztán, pero tuvo que abandonarlo por problemas de salud. No obstante, tuvo tiempo de presentarse a los exámenes de la Escuela de Magisterio de Pamplona en los que esta vez aprobó. Estuvo gravemente enferma por la epidemia de gripe de 1918, permaneciendo en cama más de un año.
Trabajó de sirvienta en casa del suegro del político republicano Venancio Sarría.
En 1922 quedó viuda y dos años después, a los 44, contrajo segundas nupcias con Arturo Segundo Romanos, un esquilador viudo de ideas socialistas, en la iglesia de San Gil de Zaragoza.  Se instalaron en el pueblo vecino de Gallur y juntos crearon la sección local de la UGT, a finales de la dictadura de Primo de Rivera.
Con su nombre, María Domínguez, colaboró en el semanario socialista Vida Nueva de Zaragoza, cuyo primer número apareció el 4 de mayo de 1930 y en Avance de Tolosa. En sus escritos se mostró defensora de la emancipación de los desfavorecidos, entre los que se incluía a las mujeres: «Somos madres, somos hermanas y compañeras de los explotados; ayudémosles a su liberación, que es la nuestra», escribía en un artículo publicado en Vida Socialista (25-05-1930) con el título «¡Despierta, mujer!». A partir del 14 de abril de 1931 realizó una intensa labor de propaganda feminista, socialista y republicana. Desde sus escritos defendía la República de la vieja política, combatía a los enemigos de la democracia, pregonaba el papel activo de la mujer y denunciaba las injusticias cercanas.
Cuando en el verano de 1932 se produjo una profunda crisis en la corporación municipal de mayoría socialista de Gallur, el gobernador civil de la provincia la designó a ella como presidenta de una Comisión Gestora, convirtiéndose así en la primera mujer que estuvo al frente de una alcaldía durante la II República. (Con anterioridad, durante los años de la Dictadura de Primo de Rivera, la primera alcaldesa española, por designación, fue Matilde Pérez Mollá, en la localidad alicantina de Cuatretondeta). María Domínguez ocupó el cargo, desde el 29 de julio de 1932 al 6 de febrero de 1933.
En poco más de seis meses de alcaldesa hizo todo esto: 
- Aplicó la legislación laboral de la República.
- Creó las bolsas de trabajo rural para reducir los niveles de desempleo.
- Constituyó una escuela unitaria de niños y niñas.
- Ofreció subvenciones a los maestros para que contrataran a limpiadoras para que los niños no tuvieran que limpiar.
- Aprobó una subvención de sacos de carbón para que los niños no tuvieran que llevarlo de sus casas a la escuela.
- Aprobó el blanqueo de las escuelas para que estuvieran más dignas.[12]

Asistió al XVII Congreso de la UGT en 1932, donde fue secretaria de la 10.ª sesión.
El 6 de febrero de 1933 tuvo que dimitir del cargo por una ley aprobada en el Congreso que sustituía las comisiones gestoras creadas con carácter transitorio. Se marchó satisfecha de su labor, pero desilusionada y cansada de tanta censura a sus desvelos por el municipio.
Tras dejar la alcaldía se dedicó a la docencia y a las colaboraciones periodísticas. Sus textos eran militantes e incisivos, cargados de ironía, inteligencia y una mirada propia sobre el mundo. Algunos de sus artículos los firmaba con el seudónimo María la tonta.
Los valores que defendió fueron: la igualdad de la mujer, la libertad de pensamiento, el sufragio universal, el voto femenino, la lucha contra la opresión, la liberación de los prejuicios culturales y religiosos, la enseñanza, la cultura como motor de cambio, la superación, el valor, el amor no impuesto sino elegido libremente y el hecho de plasmar los ideales en acciones concretas.
En 1934, 1993 según la Biblioteca Nacional de España, la progresista Editorial Castro de Madrid publicó el libro Opiniones de mujeres, en que se recogen cuatro de sus conferencias: Feminismo, La mujer en el pasado, en el presente y en el porvenir, El socialismo y la mujer y Costa y la República y en la que defiende la ley de divorcio y la igualdad. El volumen se completa con un prólogo y una conferencia de la abogada y periodista Hildegart Rodríguez.
Al producirse el golpe de Estado del 18 de julio de 1936 buscó refugio en casa de su hermana en Pozuelo de Aragón. Allí fue detenida pocos días después y fusilada por el bando franquista el 7 de septiembre de 1936 en las tapias del cementerio de Fuendejalón, pueblo cercano al suyo. Su marido, Arturo Romanos, fue fusilado al poco tiempo en el pueblo zaragozano de Tabuenca.
Sus restos fueron recuperados el 30 de enero de 2021 de la fosa donde habían sido enterrados. La investigación para su recuperación ha sido llevada a cabo conjuntamente por el Ayuntamiento de Fuendejalón, la Asociación de Familiares y Amigos de los Asesinados y Enterrados en Magallón (AFAEM) y la Asociación por la Recuperación e Investigación Contra el Olvido (ARICO). El Gobierno de Aragón se hizo cargo de la identificación exacta de los restos encontrados. El 2 de marzo se confirmó, mediante análisis de ADN, que los restos encontrados eran los de María Domínguez. Tenían un tiro en la cabeza. Junto a los restos se hallaron una peineta, cuatro horquillas del pelo, dos botones y restos de unas sandalias. Una vez identificados los restos, estos fueron enterrados nuevamente en el cementerio de Fuendejalón pero en una tumba formal, la cual fue declarada por el gobierno de Aragón Lugar de Memoria Democrática. Al entierro asistieron el presidente aragonés, Javier Lambán y representantes institucionales y de las asociaciones memorialistas.

## Citas
Sólo una constante labor de propaganda feminista podría llevar a buen término el proyecto de conseguir la igualdad entre sexos.

A través de la difusión de la cultura a cualquier nivel es posible la transformación de la sociedad.

No tengo que ser esclava de nadie.

Consagro mi vida a la República y no desmayaré aun cuando sufra desengaños.

## Documentales
En enero de 2015 la directora Vicky Calavia realizó el documental María Domínguez. La palabra libre con participación de Javier Barreiro, Arturo Cejudo, Julita Cifuentes, Javier Fernández, Herminio Lafoz, Pilar Maluenda, Rosa Montero, Rosa María Pérez, Alberto Sabio y Mari Carmen Sánchez.

## Reconocimientos póstumos

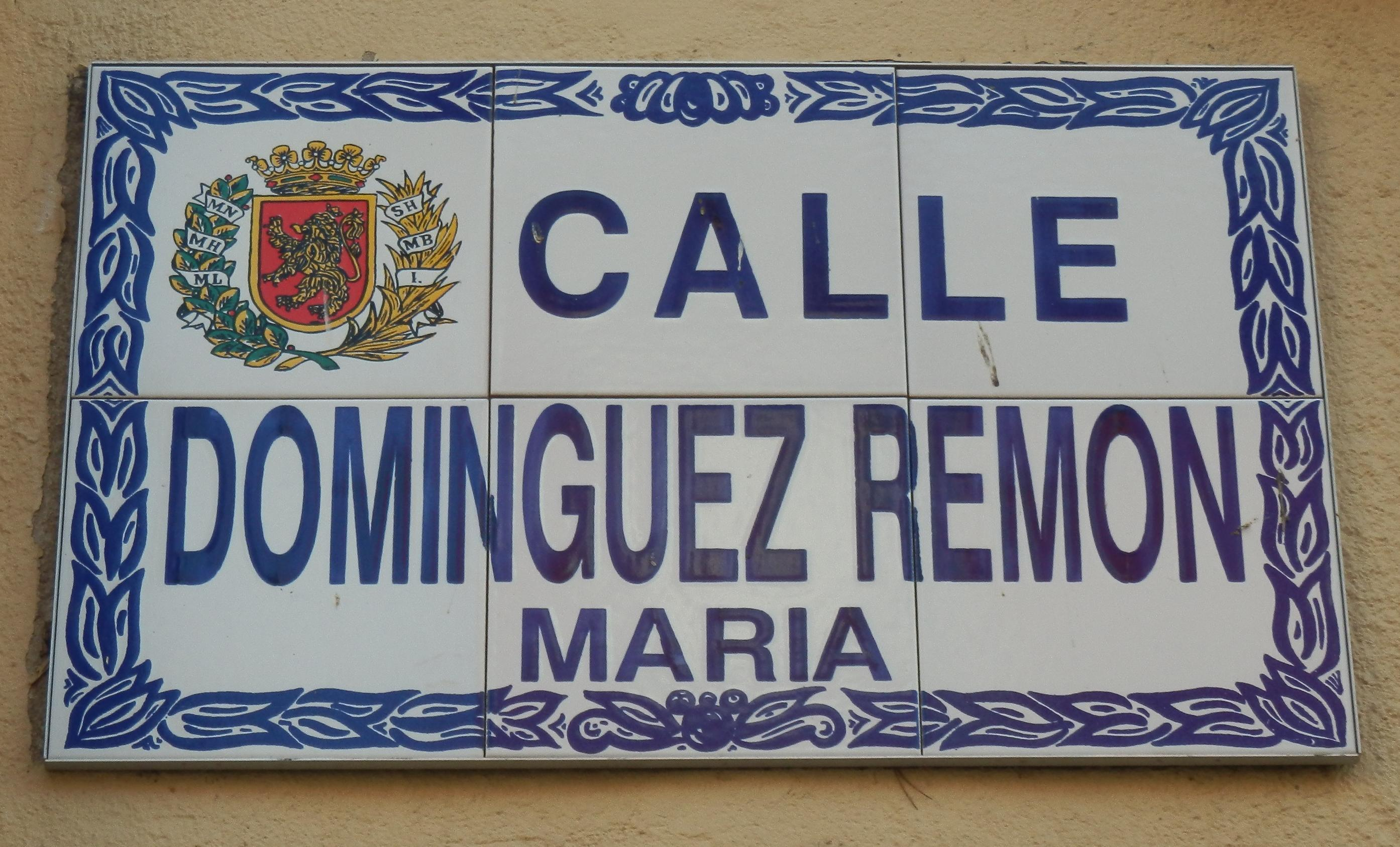
Placa de la calle de Zaragoza dedicada a María Domínguez Remón.

Durante años la historia de María Domínguez permaneció en el olvido hasta que a mediados de los años 90 se recuperó su historia. En 1995 en el I Congreso Internacional "Escritura y Feminismo" las historiadoras Pilar Maluenda y Julita Cifuentes presentaron una ponencia sobre María Domínguez y en 1997 fue incluida en la Gran Enciclopedia Aragonesa. En 1998, Lola Campos publicó en El Heraldo de Aragón una serie de artículos basados en un reportaje que este periódico publicó el 27 de octubre de 1932 sobre "la primera mujer alcalde de España".
En 1999 la Diputación Provincial de Zaragoza le concedió, a título póstumo, la medalla de Santa Isabel. El Ayuntamiento de Zaragoza le dedicó una calle en el barrio del Picarral que antes estaba dedicada al general Monasterio del bando franquista. La escuela municipal de Gallur y una de sus calles también llevan su nombre. La Fundación María Domínguez de Zaragoza, está dedicada a ella.
En Gallur existe la Asociación de Mujeres María Domínguez que se dedica al trabajo comunitario y en pro de las mujeres.
En julio de 2018 la asociación “Herstóricas. Historia, Mujeres y Género” y el colectivo “Autoras de Cómic” creó un proyecto de carácter cultural y educativo para visibilizar la aportación histórica de las mujeres en la sociedad y reflexionar sobre su ausencia consistente en un juego de cartas. Una de estas cartas está dedicada a Domínguez Remón.
En marzo de 2019 en la ciudad de Madrid se homenajeó su figura dándole su nombre a un jardín, Jardín de María Domínguez, ubicado en la calle Ventosa del distrito Centro de Madrid.
En 2021, el Gobierno de Aragón editó una agenda escolar para educación primaria en la que representaba a diferentes mujeres aragonesas relevantes. El 15 de junio de 2021 se inauguró en la localidad gaditana de San Roque, un parque que lleva su nombre. El 19 de junio de 2021 fue nombrada hija predilecta, en su localidad natal Pozuelo de Aragón (Zaragoza)

## Las primeras alcaldesas de España en elsigloXX
La primera mujer alcaldesa durante la Segunda República fue María Domínguez Remón, que tomó posesión el 28 de julio de 1932 en Gallur (Zaragoza), nombrada por el gobernador civil entre los miembros de la comisión gestora municipal. 
Antes que ella encontramos a Matilde Pérez Mollá, primera alcaldesa de España, de la población de Cuatretondeta, por designación del gobernador de Alicante. A esta le siguieron, también en tiempos de Alfonso XIII, Concepción Pérez Iglesias en el municipio pontevedrés de Portas (1925 y 1930) y Petra Montoro Romero, en Sorihuela del Guadalimar (Jaén), en 1925. Después fueron designadas Benita Mendalio, en Bolaños de Campos (Valladolid), de 1926 a 1930, y Dolores Codina, en El Talladell (posteriormente anexionada a Tárrega, Lérida), en 1927.   
En una capital de provincia, la primera fue Pilar Careaga, alcaldesa de Bilbao entre 1969 y 1975, durante los años de la dictadura del General Francisco Franco (1939-1975).